# ستيف والش (لاعب كرة قدم أمريكية)
ستيف والش (بالإنجليزية: Steve Walsh) هو لاعب كرة قدم أمريكية أمريكي، ولد في 1 ديسمبر 1966 في سانت بول في الولايات المتحدة.

## وصلات خارجية
- ستيف والش على موقع مرجع كرة القدم المحترفة.كوم (الإنجليزية)